# Algeiba
Algeiba (gamma Leonis) is zichtbaar als een heldere ster in het sterrenbeeld Leeuw (Leo). Het betreft een dubbelster met een periode van 510 jaar. De twee componenten zijn een rode reus, een type K-reus) en een type G-reus. De naam is Arabisch en betekent "voorhoofd". De ster staat ook bekend als Algieba en Al Gieba.

## Algeiba aan de nachthemel
Algeiba vormt samen met Regulus (alpha Leonis), Denebola (beta Leonis) en Zosma (delta Leonis) het "lentetrapezium". Dit is de volksnaam voor het centrale deel van het sterrenbeeld Leeuw.
Algeiba is van magnitude 1,98. Met een kleine telescoop is Algeiba te scheiden in een dubbelster, twee oranje-gele sterren.

## Algeiba, als dubbel systeem
Algeiba bestaat uit twee sterren: gam01 Leo (Algeiba) en gam02 Leo (de begeleider). De lange periode heeft tot gevolg dat slechts een klein gedeelte van de baan is waargenomen, wat zorgt voor een grote onzekerheid in de baangegevens. Met name de geschatte massa van het systeem op basis van de wetten van Kepler is hoger dan de geschatte massa's van de sterren gebaseerd op spectroscopische waarneming. De banen van de beide helderste componenten zijn zeer excentrisch en de afstand tussen de twee varieert tussen 26 en 313 AE. De twee naderden elkaar in 1671 het dichtst.
Beide sterren zijn echte reuzen, dat wil zeggen dat de fase van kernfusie van waterstof tot helium in de kern gestopt is en dat ze opgezwollen zijn tot grote omvang. Ze komen van dezelfde interstellaire wolk van ongeveer 2 miljard jaar geleden, en het gehalte aan ijzer is ongeveer 1/3 van dat van de zon. De beide sterren zijn zo'n 500 miljoen jaar geleden hun leven begonnen als blauw-witte type B-sterren maar alpha Leonis A is verder gevorderd in de sterevolutie omdat het een zwaardere ster betreft.

## Planeet
In 2010 werd gemeld dat een planeet was ontdekt die rond de primaire ster Gamma Leonis A draait, met ongeveer 8,8 maal de massa van Jupiter en een baan van ca. 1,2 AE.